# Приморский район (Ленинградская область)
Приморский район — административно-территориальная единица в составе Ленинградской области, существовавшая с 1940 по 1954 годы.
Административный центр — город Приморск.
Площадь территории — 911 км². Население — 7061 человек (1949 год); 7719 чел. в 1941 году; 2169 чел. в 1945 году).

## Образование района
Приморский район образован на территории, присоединённой к СССР по Московскому мирному договору с Финляндией, Указом Президиума Верховного Совета РСФСР от 16 мая 1940 года. Первоначально имел название Койвистовский район.

## Административное деление
При образовании района в его состав вошли город Койвисто, рабочий посёлок  Бьёркский, в сельской местности района были образованы следующие 4 сельсовета:
- Колкольский,
- Липпольский,
- Мелольский,
- Уискольский.

Позже были образованы ещё три сельсовета — Иокельский, Кайпиальский и Хумалиокский.
В октябре 1948 года Койвистовский район был переименован в Приморский район, его центр город Койвисто - в город Приморск, рабочий посёлок Бьёркский — в рабочий посёлок Красноостровский. Несколько позже были переименованы и сельсоветы района:
- Иокельский — в Октябрьский,
- Кайпиальский — в Тарасовский,
- Колкольский — в Малышевский,
- Липпольский — в Никоновский,
- Мелольский — в Александровский,
- Уискольский — в Краснофлотский,
- Хумалиокский — в Рябовский.

Также во второй половине 1940-х гг. в состав Приморского района вошёл Прибыловский сельсовет (бывший Виллальский), переданный из соседнего Выборгского района.

## Упразднение района
Район был упразднён Указом Президиума Верховного Совета РСФСР от 3 апреля 1954 года, его территория была передана в состав Рощинского района. В настоящее время территория бывшего Приморского района полностью входит в состав Выборгского района.